# Sophie Cox
Sophie Cox (Mánchester, 23 de diciembre de 1981) es una deportista británica que compitió en judo. Ganó cuatro medallas en el Campeonato Europeo de Judo entre los años 2003 y 2011.

## Palmarés internacional
| Campeonato Europeo | Campeonato Europeo      | Campeonato Europeo | Campeonato Europeo |
| Año                | Lugar                   | Medalla            | Categoría          |
| ------------------ | ----------------------- | ------------------ | ------------------ |
| 2003               | Düsseldorf (Alemania)   | Medalla de bronce  | –57 kg             |
| 2004               | Bucarest (Rumania)      | Medalla de plata   | –57 kg             |
| 2005               | Róterdam (Países Bajos) | Medalla de plata   | –57 kg             |
| 2011               | Estambul (Turquía)      | Medalla de bronce  | –52 kg             |